# TRNKHis guanililtransferaza
TRNKHis guanililtransferaza (EC 2.7.7.79, histidin tRNK guanililtransferaza, Thg1p, Thg1) je enzim sa sistematskim imenom p-tRNKHis:GTP guanililtransferaza (ATP-hidroliza). Ovaj enzim katalizuje sledeću hemijsku reakciju
p-tRNKHis + ATP + GTP {\displaystyle \rightleftharpoons } pppGp-tRNKHis + AMP + difosfat (sveukupna reakcija)
(1a) p-tRNKHis + ATP {\displaystyle \rightleftharpoons } App-tRNKHis + difosfat
(1b) App-tRNKHis + GTP {\displaystyle \rightleftharpoons } pppGp-tRNKHis + AMP
Kod eukariota jedan dodatni guanozinski ostatak je dodata posttranskripciono na 5'-kraj tRNKHis molekula.

## Literatura
- Nicholas C. Price; Lewis Stevens (1999). Fundamentals of Enzymology: The Cell and Molecular Biology of Catalytic Proteins (Third изд.). USA: Oxford University Press. ISBN 019850229X.
- Eric J. Toone (2006). Advances in Enzymology and Related Areas of Molecular Biology, Protein Evolution (Volume 75 изд.). Wiley-Interscience. ISBN 0471205036.
- Branden C; Tooze J. Introduction to Protein Structure. New York, NY: Garland Publishing. ISBN 0-8153-2305-0.
- Irwin H. Segel. Enzyme Kinetics: Behavior and Analysis of Rapid Equilibrium and Steady-State Enzyme Systems (Book 44 изд.). Wiley Classics Library. ISBN 0471303097.

## Spoljašnje veze
- TRNAHis+guanylyltransferase на 